# Sd.Kfz. 6
Tra i semicingolati tedeschi, l'Sd.Kfz. 6 era il mezzo medio da trasporto per artiglierie medie, con una capacità di traino di 5 tonnellate. Entrato in servizio nel 1934, era prodotto dalla Büssing NAG.

## Caratteristiche
Il veicolo poteva portare fino a 11 uomini con una disposizione su 3 file dell'abitacolo, coperto da una struttura di tela. Per quello che riguarda i suoi compiti, esso rimorchiava un obice da 105 mm. Il veicolo venne prodotto fino al 1942 in circa 747 esemplari. I motivi di tale produzione non elevata, sono stati essenzialmente legati al fatto che esso era un mezzo intermedio con una contraddizione di fondo: per trainare un pezzo d'artiglieria leggera era anche troppo pesante, ma per trainare armi più pesanti era sottopotenziato, così la soluzione era poco efficace e non c'è da stupirsi che esso venne di fatto sostituito sia da mezzi più leggeri che pesanti.
Con poche modifiche, tra cui l'aumento da 90 a 100 hp del motore, il mezzo venne usato per tutto il tempo della guerra, incluse 3 versioni porta-armi. Una era la porta-armi da 75 mm, costruita in appena 3 esemplari nel 1934-35, non venne messo in produzione, mentre 9 mezzi erano del tipo 'Diana', con un cannone da 76 russo usato come pezzo d'artiglieria controcarro e da campagna. Infine vi era un cannone da 3,7 cm FlaK 36 impiegato dal 1937 soprattutto con la Luftwaffe.